# Tour della nazionale maschile di rugby a 15 della Francia 1961
Nel 1961 la nazionale francese di rugby a 15, si reca per uno storico tour nell'emisfero australe.
Da segnalare la vittoria in casa degli Australiani.
Nulla da fare invece contro gli All Blacks guidati da Don Clarke.
È la Francia di fratelli Camberaberò, Guy e Lillian e del Capitano Crauste.
I francesi vennero criticati per la litigiosità con cui scendevano in campo: alcune partite furono turbate da risse. In particolare viene ricordata quella contro South Canterbury. l'arbitro punì molti falli del francesi e verso la fine dell'incontro, il capitano francese Michel Crauste, placcò in modo falloso il neozelandese Eddie Smith. Le cronache narrano che un'anziana signora, madre del giocatore neozelandese entrò in campo e schiaffeggiò il sorpreso giocatore francese.

## Risultati
| Nelson 8 luglio 1961 | Nelson – Marlborough – Golden Bay – Motueka | 11 – 29 | Francia XV | Trafalgar Park |

| New Plymouth 12 luglio 1961 | Taranaki | 9 – 11 | Francia XV | Rugby Park |

| Hamilton 15 luglio 1961 | Waikato | 22 – 3 | Francia XV | Rugby Park |

| Whangarei 18 luglio 1961 | North Auckland | 8 – 6 | Francia XV | Okara Park |

| Arbitro: | Allan Farquhar |

|                                                             |           |                    |
| mete: McKay, O'Sullivan trasf.: DB Clarke 2 Drop: DB Clarke | Marcatori | Drop: Albaladejo 2 |

| Rotorua 26 luglio 1961 | Bay of Plenty | 6 – 22 | Francia XV | International Stadium |

| Napier 29 luglio 1961 | NZ Māori | 5 – 32 | Francia XV | McLean Park |

| Palmerston North 1º agosto 1961 | Manawatu | 6 – 21 | Francia XV | The Showgrounds Oval |

| Arbitro: | Allan Farquhar |

|         |    |       |
| Tremain | mt | Dupuy |
| Clarke  | tr |       |

| Invercargill 9 agosto 1961 | Southland | 6 – 14 | Francia XV | Rugby Park |

| Dunedin 12 agosto 1961 | Otago | 6 – 15 | Francia XV | Carisbrook |

| Timaru 15 agosto 1961 | South Canterbury | 17 – 14 | Francia XV | Fraser Park |

| Arbitro: | Allan Farquhar |

|                                                                                   |           |               |
| mete: Graham Little, Meads Tremain, Yates trasf.: Don Clarke 4 c.p.: Don Clarke 3 | Marcatori | mete: Crauste |

| Brisbane 22 agosto 1961 | Queensland | 12 – 15 | Francia XV | Exhibition Ground |

| Arbitro: | I. Vanderfield |

|                                            |           |                                                 |
| mete: Heinrich trasf.:Ellwood c.p.:Ellwood | Marcatori | mete: Bouguyon Lacroix, Pique Drop:Albaladejo 2 |